# Монурон
Монурон — устаревший системный гербицид из группы фенилмочевин.

## Синтез
Монурон получают по реакции p-хлорфенилизоцианата с диметиламином.

## Характеристики
Представляет собой серо-белое вещество без запаха. Это трудно воспламеняющееся твёрдое вещество, очень плохо растворимое в воде. Гидролизуется в кислой и щелочной среде.

## Использование
Монурон находит своё применение в качестве гербицида, а также в качестве ускорителя отверждения в производстве эпоксидных смол. Механизм действия монурона как гербицида основан на ингибировании транспорта электронов на уровне фотосистемы II<. Продаётся компанией DuPont начиная с 1951 года.
Это вещество не входит в список аттестованных активных ингредиентов защиты растений Европейского Союза. Монурон запрещён к использованию во всех странах ЕС и в Швейцарии.

## Указания по технике безопасности
Монурон классифицируется в категорию 3 (EC) веществ, возможный канцерогенный эффект у людей даёт повод для беспокойства.